# Southern Intercollegiate Athletic Conference (pallavolo maschile)
La Southern Intercollegiate Athletic Conference (SIAC) è una delle 8 conference di pallavolo maschile affiliate alla NCAA Division I. La SIAC è un membro della NCAA Division II, ma il campionato di pallavolo maschile NCAA di massimo livello è aperto ai membri di entrambe le Divisioni I e II.
La maggior parte dei membri della SIAC, comprese tutte le scuole che giocano a pallavolo maschile, sono storicamente istituzioni afroamericane, abbreviato in inglese come HBCU (historically black colleges and universities).

## Storia
Il 9 settembre 2019 la Southern Intercollegiate Athletic Conference annuncia di aver aggiunto la pallavolo maschile agli sport sponsorizzati, a partire dall'annata sportiva 2020-21; tuttavia, a causa della pandemia di COVID-19 negli Stati Uniti d'America, la prima edizione del torneo è stata cancellata, slittando alla seguente annata sportiva.

## Squadre

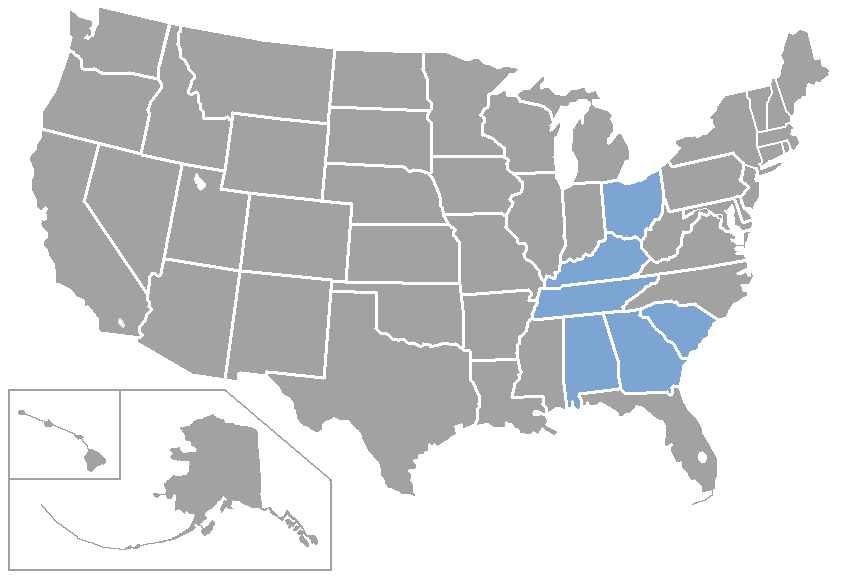

| Squadra           | Sede         | Stato            | Fondazione | Soprannome    | Affiliazione |
| ----------------- | ------------ | ---------------- | ---------- | ------------- | ------------ |
| Benedict          | Columbia     | Carolina del Sud | 2019       | Tigers        | 2021         |
| Central State     | Wilberforce  | Ohio             | 2019       | Marauders     | 2021         |
| Edward Waters     | Jacksonville | Florida          | 2020       | Tigers        | 2022         |
| Fort Valley State | Fort Valley  | Georgia          | 2019       | Wildcats      | 2021         |
| Kentucky State    | Frankfort    | Kentucky         | 2019       | Thorobreds    | 2021         |
| LeMoyne-Owen      | Memphis      | Tennessee        | 2025       | Magicians     | 2025         |
| Morehouse         | Atlanta      | Georgia          | 2019       | Maroon Tigers | 2021         |

## Arene
| Squadre           | Arene                 | Capacità |
| ----------------- | --------------------- | -------- |
| Benedict          | HRC Arena             | 3 500    |
| Central State     | Beacom/Lewis Gym      | 1 000    |
| Edward Waters     | Adams-Jenkins Complex | 1 950    |
| Fort Valley State | HPE Arena             | ?        |
| Kentucky State    | Bell Gymnasium        | ?        |
| LeMoyne-Owen      | Bruce-Johnson Hall    | 1 000    |
| Morehouse         | ?                     | ?        |

## Albo d'oro
| Anno          | Podio             | Podio         | Podio         |
| Campione      | Seconda           | Terza         |               |
| ------------- | ----------------- | ------------- | ------------- |
| 2021          | Non disputato     | Non disputato | Non disputato |
| 2022 Dettagli | Central State     | Edward Waters | -             |
| 2023 Dettagli | Edward Waters     | Central State | -             |
| 2024 Dettagli | Fort Valley State | Central State | -             |
| 2025 Dettagli | Fort Valley State | Edward Waters | -             |

## Palmarès
| Squadre           | Titoli | Stagioni   |
| ----------------- | ------ | ---------- |
| Fort Valley State | 2      | 2024, 2025 |
| Central State     | 1      | 2022       |
| Edward Waters     | 1      | 2023       |